# Carpenedolo
Carpenedolo (Carpenédol em Brescia), é uma cidade de 11.992 habitantes, na província de Bréscia, da região da Lombardia, localizado no canto inferior Oriental Brescia, na margem esquerda do rio Igrejas.
A história do país foi, de acordo com documentos históricos, com o décimo primeiro século dC. E segue-se hoje o destino da cidade de Brescia, que depois é vinculado. Ela deve seu nome ao mapa de hornbeam, (ou hornbeam). Esta economia está baseada principalmente nas pequenas indústria, no entanto, mantém a mais elevada percentagem de jovens que trabalham no setor primário de toda a província de Brescia.

## Demografia
| Variação demográfica do município entre 1861 e 2011                               |
|                                                                                   |
| Fonte: Istituto Nazionale di Statistica (ISTAT) - Elaboração gráfica da Wikipedia |